# Capasa glaucaria
Capasa glaucaria är en fjärilsart som beskrevs av Pieter Cornelius Tobias Snellen 1880. Capasa glaucaria ingår i släktet Capasa och familjen mätare. Inga underarter finns listade i Catalogue of Life.